# Transferpapier
Transferpapier is speciaal papier dat gebruikt wordt om afbeeldingen, tekst of ontwerpen op textiel te drukken. Afbeeldingen kunnen worden gemaakt met een printer of met textielverf en textielstiften. 
Geprinte ontwerpen dienen zo dicht mogelijk langs de afgeronde randen te worden uitgeknipt. Nadat het motief is uitgeknipt wordt het met de afbeelding naar beneden op de stof gelegd. Daarna wordt met een warm strijkijzer het motief aangedrukt. Door bij het strijken een vel vetvrij bakpapier tussen het transferpapier en de strijkbout te leggen wordt voorkomen dat er stukjes van het transferpapier op de strijkbout komen. Na een droogtijd van een half uur wordt de achterkant van het transfer papier verwijderd.  Ontwerpen op transferpapier worden op stof overgebracht met behulp van warmte. Hierdoor hecht de inkt van het papier zich aan de stof. De meeste ontwerpen op transferpapier zijn met een strijkijzer over te brengen. Voor het persen zijn drie elementen belangrijk: druk, temperatuur en tijd. Bijna elke vlakke ondergrond is geschikt. Te bedrukken shirts dienen gewassen, droog en gladgestreken te zijn en vrij van wasverzachters. 

## Papiersoorten
Transferpapier is verkrijgbaar in diverse formaten voor laser/inkjet printers. Naast papier voor textiel bedrukken bestaat er transferpapier
voor het bedrukken van harde materialen zoals aluminium, plexiglas en magneetfolie. De eigenschappen van de coating en dikte van transferpapier kunnen variëren en bepalen het eindresultaat.
Een ontwerp wordt door een printer op transferpapier gedrukt. 1-step transferpapier is voor printen op een lichte ondergrond. Deze witte ondergrond zorgt ervoor dat ook door printers zonder witte inkt ontwerpen met wit kunnen worden gemaakt. De witkleur wordt dan ingevuld door de witte ondergrond van de lichte stof.  Na voorverwarming van het textiel wordt het ontwerp met een strijkijzer op de ondergond overgebracht. 
Afhankelijk van de ondergrond kan met 2-staps papier worden gewerkt. Daarbij is er een A- en een B-vel waarbij eerst het ene en dan het andere op het product wordt geperst. Op het A-papier wordt geprint en met het B-papier wordt de lijmlaag op de print gezet.  Bij de 2-step dient het ontwerp vaak gespiegeld te worden afgedrukt. 

## Mogelijkheden en beperkingen
Transferpapier maakt het mogelijk om kleine aantallen prints te maken. Anders dan bij full-colourtechnieken zijn er geen verplichte minimale afnamehoeveelheden. Anders dan bij strijkijzers kan bij een transferpers heel precies de temperatuur, druk en tijd worden ingesteld.
Transferpapier is minder wasbaar en rekbaar dan folies. Afdrukken van papier en inkt zijn minder rekbaar dan flexfolie of digitale transfers.  De kwaliteitsverschillen in transferpapier bepalen deels de rekbaarheid. De inkt zal na verloop van tijd vervagen of de lijmlaag wordt zwakker en kan na verloop van tijd gaan scheuren. Afdrukken met transferpapier worden vaak gebruikt voor (band) merchandise, tassen, petten of shirts die niet intensief gewassen gaan worden.